# Barbara McLean
Barbara McLean (Palisades Park, 16 de novembro de 1903 — Newport Beach, 28 de março de 1996) foi uma editora estadunidense. Venceu o Oscar de melhor montagem na edição de 1945 por Wilson.